# Orange (Australie)
Pour les articles homonymes, voir Orange.
Orange est une ville australienne située dans la zone d'administration locale du même nom, dont elle est le siège, en Nouvelle-Galles du Sud.

## Histoire
La région où se situe aujourd'hui Orange était habitée par les Wiradjuri.
En 1822, le capitaine Percy Simpson arrive dans le district de Wellington et établit un établissement de condamnation appelé Blackman's Swamp. James Blackman explore la zone accompagné de l'explorateur John Oxley. En 1829, le petit établissement est finalement transformé en un village, appelé Orange par le major Thomas Mitchell en 1846 en l'honneur de Guillaume, prince d'Orange. À proximité une mine d'or est ouverte en 1851, ce qui entraîne un mouvement de population sporadique connu sous le nom de la ruée vers l'or australienne.
La croissance d'Orange continue puisque les conditions sont bien adaptées à l'agriculture, et en 1860, le village est érigé en municipalité. Le chemin de fer de Sydney atteint Orange en 1877. Le 19 juillet 1946, Orange est élevée au statut de ville (city) quand sa population atteint les 15 000 habitants.

## Géographie

### Localisation
Orange est située à une altitude de 863 mètres dans la région des Plateaux centraux, à 260 kilomètres à l'ouest de Sydney.
Situé près de la ville, le mont Canobolas, s'élevant à 1 395 mètres, permet d'avoir une vue sur toute la région.

### Transports et infrastructures
Orange est traversée par la Mitchell Highway.
Le réseau de transports en commun est géré par le groupe Buslines.
Orange est desservie par un aéroport (code AITA : CUG), situé près de la localité d'Huntley, à 15 km au sud de la ville.

### Climat
Orange est l'une des rares villes australiennes à avoir de la neige presque tous les hivers.
| Mois                                | jan. | fév. | mars | avril | mai  | juin | jui. | août | sep. | oct. | nov. | déc. | année |
| ----------------------------------- | ---- | ---- | ---- | ----- | ---- | ---- | ---- | ---- | ---- | ---- | ---- | ---- | ----- |
| Température minimale moyenne (°C)   | 12,2 | 12,3 | 9,6  | 6,2   | 3,6  | 1,5  | 0,7  | 1,4  | 3,3  | 5,8  | 7,9  | 10,1 |       |
| Température moyenne (°C)            | 26   | 25,2 | 22,4 | 18,3  | 13,9 | 10,4 | 9,3  | 10,7 | 13,7 | 17,3 | 20,5 | 23,9 |       |
| Température maximale moyenne (°C)   | 37,4 | 40,1 | 33   | 29,8  | 22   | 18,5 | 17,8 | 20,4 | 25,6 | 30,7 | 35,6 | 35   |       |
| Précipitations (mm)                 | 84   | 82,4 | 53,7 | 52,6  | 62,5 | 66,2 | 88,2 | 93,6 | 79   | 78,2 | 76   | 78,8 | 895,1 |
| Nombre de jours avec précipitations | 8,7  | 8,2  | 7,2  | 7,2   | 10,1 | 12,4 | 13,7 | 13,5 | 11,6 | 10,8 | 10,3 | 9    | 122,7 |
| Humidité relative (%)               | 44   | 49   | 51   | 55    | 63   | 70   | 70   | 65   | 61   | 56   | 53   | 45   | 57    |

## Démographie
| 2001   | 2011   | 2016   | 2021   |
| ------ | ------ | ------ | ------ |
| 31 923 | 35 990 | 38 097 | 40 127 |

## Économie
L'économie de la ville repose sur l'agriculture (arboriculture avec pommes, poires, prunes, cerises, pêches, abricots, raisins de table ou de cuve), l'industrie minière (mines d'or), les services de santé et d'éducation.

## Personnalités
C'est la ville natale des poètes Banjo Paterson et Kenneth Slessor mais le premier n'y a passé que le début de son enfance.
- Jason Belmonte (en), joueur professionnel de bowling
- Billy Bevan (1887–1957), acteur [4]
- Kate Bracks, téléréalité
- Darren Britt, rugby
- Janet Carr, université [5]
- Murray Cook, chanteur [6]
- Sir Charles Cutler (1918–2006), a former politician including holding office for 28 years as an elected Member for Orange, and former Deputy Premier[7]
- James Dalton (1834–1919), pasteur [8]
- J. J. Dalton (1861–1924), politique
- Andrew Dawes, entraîneur
- Mark Furze, acteur [9]
- Elizabeth Lackey, actrice.
- Tim Gartrell, politique [10]
- Frederick Hanson (1914–1980), politique [11]
- Sir Neville Howse (1863–1930), politique [12]
- David Lyons (rugby à XV), rugby [13]
- James Maloney, rugby
- Daniel Mortimer, rugby [14]
- Peter Mortimer, rugby [15]
- Lucas Parsons, golfeur [16]
- Banjo Paterson (1864–1941), poète [17]
- Philip Shaw – politique.
- Kenneth Slessor (1901–1971), poète [18]
- Susan Cullen-Ward (1941–2004), princesse [19]